# Silaen (plaats)
Silaen is een bestuurslaag in het regentschap Toba Samosir van de provincie Noord-Sumatra, Indonesië. Silaen telt 1283 inwoners (volkstelling 2010).